# Klokan rudoboký
Klokan rudoboký či klokan tasmánský (Thylogale billardierii) je druh nočního klokanovitého vačnatce, který se endemicky vyskytuje v Tasmánii. Původně byl rozšířen i v jihovýchodní Austrálii, kde však ve 20. letech 20. století vyhynul.

## Systematika
Druh formálně popsal francouzský přírodovědec Anselme Gaëtan Desmarest v roce 1822. Druhové jméno připomíná J. J. H. Labillardiera, který odchytil první exemplář druhu pro potřeby evropské vědy. Klokan rudoboký se řadí do rodu Thylogale z čeledi klokanovitých. Představuje jediného zástupce tohoto rodu v Tasmánii.

## Výskyt
Druh je endemický k Tasmánii, kde se vyskytuje v hojných počtech. Je přítomen i na přilehlém ostrově King a Furneauxových ostrovech. Původně se vyskytoval i v jihovýchodní Austrálii, kde však ve 20. letech 20. století vyhynul následkem lovu introdukovanými liškami.

## Popis
Jedná se o malého zavalitého klokana. Délka těla samců se pohybuje kolem 63 cm, samic 56 cm. Ocas samců je dlouhý kolem 35−48 cm, u samic dosahuje 32 cm. Samci průměrně váží 7 kg, samice 3,9 kg. Přední končetiny jsou relativně dlouhé, uši krátké a osrstěný ocas dosahuje délky kolem dvou třetin délky těla včetně hlavy. V klidovém stavu ocas volně leží na zemi za tělem. Tělo je pokryto dlouhou, hustou, jemnou srstí. Svrchní část těla je šedavě tmavě hnědá, spodina (hruď a břicho) jsou žlutohnědé.

## Biologie

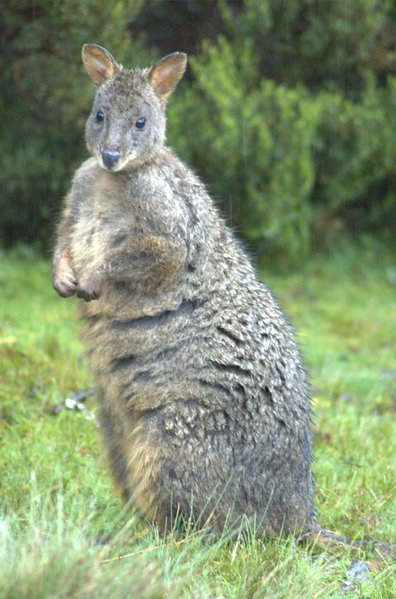
Klokan rudoboký (Tasmánie)

Klokan rudoboký je noční živočich, který se pohybuje hopsáním. Preferuje stanoviště s hustou vegetací jako jsou sklerofylní lesy, deštné pralesy a křoviny. Občas se může vyskytovat i v méně zarostlých biotopech jako jsou otevřené, zatravněné lesní mýtiny, avšak s dostatkem vegetace v blízkém okolí, kde se může přes den ukrýt. Druh je do značné míry tolerantní na degradovaná stanoviště. Vyskytuje se do 1400 m n. m.
Jedná se o samotářský druh, občas se však může sdružovat do nepočetných, neforemných skupinek na místech s dostatkem potravy. Nejpočetnější je na travnatých paloučcích těsně u lesa, na které v noci dolézá za krmením, aby se na denní dobu navrátil do husté vegetace, ve které přes den odpočívá. Na těchto paloučcích se někdy sejde až 10 jedinců. Klokan rudoboký může mezi hřadovištěm a krmištěm urazit každým směrem i 2 km. Samci jsou značně teritoriální a o dominanci mezi sebou agresivně bojují. Při bojích klokani rudobocí využívají i tzv. boxování, které je typické i pro řadu dalších klokanů. Nejdominantnější samec má pak výhradní přístup k samicím v době říje. Hustota výskytu druhu může dosáhnout 8 jedinců na hektar. Klokani tak mohou dosahovat vysoké počestnosti a v průběhu 20. století bylo do zámoří vyexportováno miliony kožešin z klokanů rudobokých.

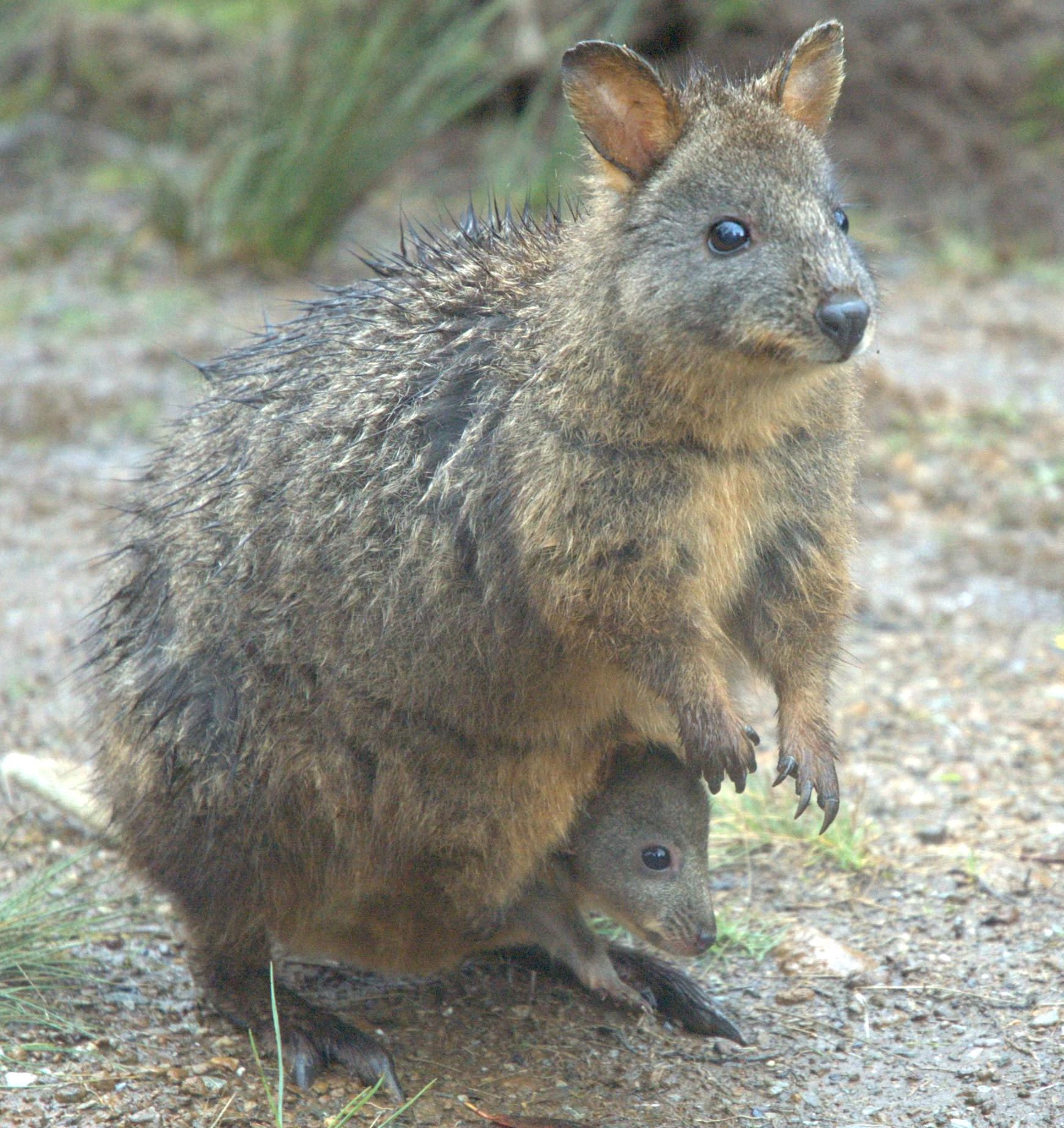
Samice s mládětem ve vaku

Potravu druhu tvoří krátké druhy trav a bylin, občas se přiživuje i na tvrdolistých rostlinách. Potravu sbírá pomocí předních končetin, kterými si přidržuje potravu i v tlamě. Obratné přední končetiny se hodí i v zimě, kdy se klokan občas musí k potravě prohrabat přes sněhovou pokrývku.

### Rozmnožování
K rozmnožování může dojít kdykoliv v roce, avšak nejvíce mláďat se rodí na podzim. Stejně jako u ostatních vačnatců, mláďata se rodí ve velmi raném stádiu. Vrh probíhá tak, že samice nasměruje svůj ocas dopředu a začne olizovat svou urogenitální soustavu a vak. Zárodek se poté vyškrábe ze samčiny kloaky a skrze její srst se prodrápe do vaku, kde se přisaje na jednu ze 4 bradavek. V této fázi má zárodek jen minimální velikost − dosahuje délky pouze 16 mm a váhy 420 mg. Někdy kolem věku 5 měsíců mláděti začne vyrůstat srst, načež začne vykukovat z vaku. Ve vaku mládě stráví celkem 7 měsíců. Po opuštění vaku stále saje mateřské mléko po další 3 měsíce. Samci dosahují pohlavní dospělosti kolem 14 měsíců, kdy jejich váha dosáhne 4 kg. Samice dospívají kolem 13 měsíců. Samice často vrhne druhé mládě ještě v době, kdy kojí své první mládě, které je již ven z vaku, takže v ideálním případě reprodukuje v průměru 1,3 mláděte za rok.

## Ohrožení a ochrana
Druhu nehrozí žádné akutní nebezpečí, a tak jej Mezinárodní svaz ochrany přírody ve své zprávě z roku 2015 hodnotí jako málo dotčený. Upozorňuje nicméně na to, že lišky, které stály za vymizením druhu z australské pevniny, se nachází i v Tasmánii a pokud nebude docházet k jejich kontrole, mohou klokany rudoboké ohrozit. Podle studie z roku 2012 se přitom lišky v Tasmánii velmi rychle šíří.